# Alessandro Severo (Händel)

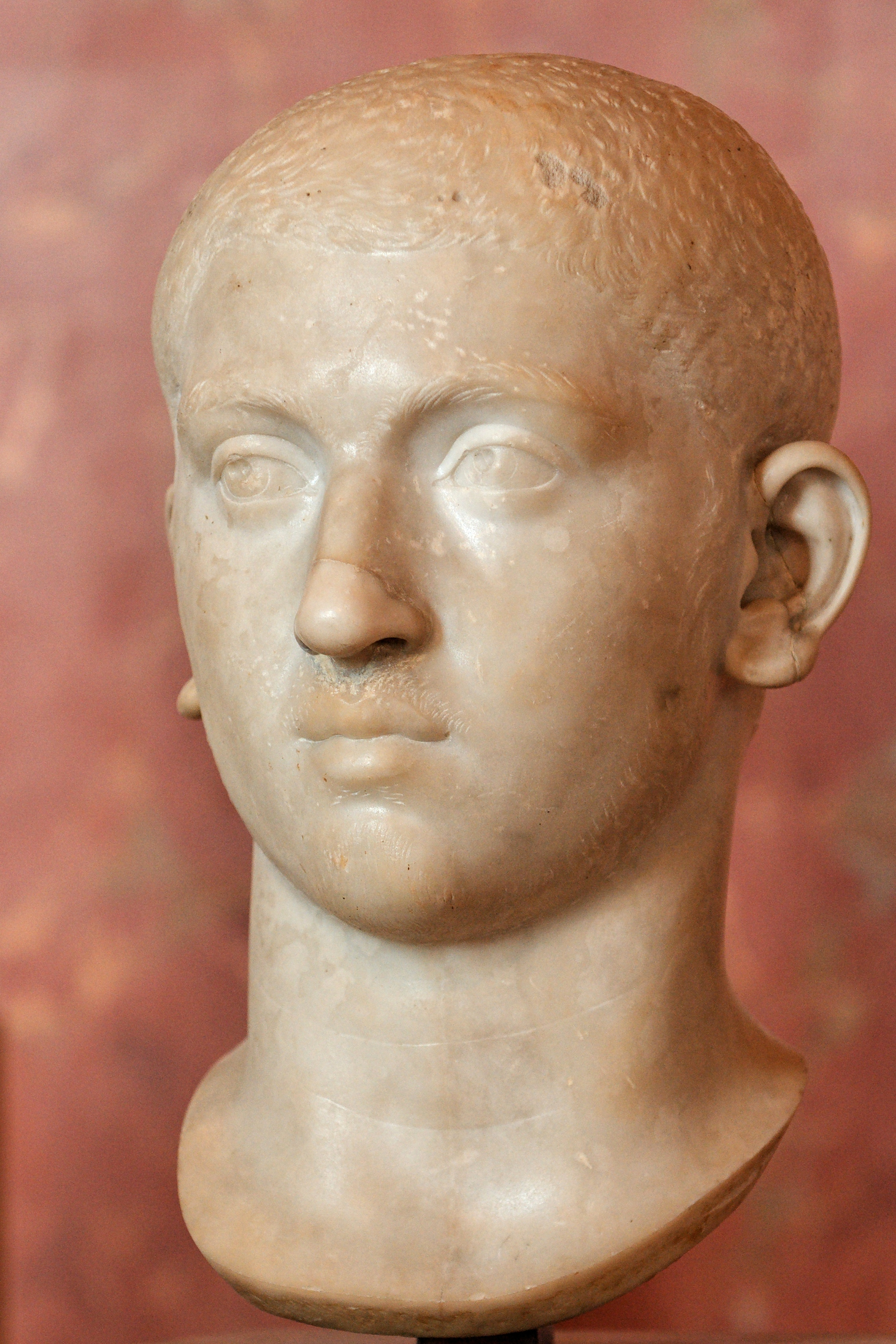
Severus Alexander
(Büste im Louvre)

Alessandro Severo (HWV A13) ist eine Oper (Dramma per musica) in drei Akten von Georg Friedrich Händel. Das 1737/1738 geschaffene Werk ist eines seiner drei Pasticci, das aus Musik und Arien seiner eigenen früheren Opern zusammengestellt wurde. Nur Ouvertüre und die Rezitative waren neu. Die Handlung behandelt die Geschichte des römischen Kaisers Severus Alexander.

## Entstehung
Vier Spielzeiten lang, beginnend mit der von 1733/34, standen Händels Opernproduktionen in London mit der Arbeit eines anderen Ensembles, der sogenannten „Opera of the Nobility“ im Wettstreit. Hierbei handelte es sich um eine Gruppe von Aristokraten, die zunächst von Friedrich, dem Prince of Wales, angeführt wurden und ein Rivalen-Ensemble in absichtlicher Opposition zu Händel zusammenführten, obwohl immer noch nicht klar ist, inwieweit sie persönliche, antagonistische Gefühle gegen Händel hegten; es ist möglich, dass eine gewisse politische Motivation mit ins Spiel kam, und es ist ebenfalls möglich, dass Friedrich einfach seinen Vater, König Georg II., einen ergebenen Bewunderer Händels, ärgern wollte. Das neue Ensemble verdrängte Händel für seine zweite Saison aus seinem gewohnten Opernhaus, dem King’s Theatre am Haymarket, aber Händel zog ins 1732 neu erbaute Theater in Covent Garden um und hatte dort 1734/35 eine seiner besten Opernspielzeiten mit den Uraufführungen von Ariodante und Alcina. Die Ausgaben der Opernunternehmen erwiesen sich aber als zu hoch und nach der Saison 1736/37 kam für beide Parteien der wirtschaftliche Zusammenbruch. Nach 1729 und 1734 war damit zum dritten Male ein Händel‘sches Opernunternehmen bankrott. Das war zu viel für den 52-jährigen Komponisten, der unter den Belastungen selber zusammenbrach und im April 1737 einen Schlaganfall erlitt. Gerüchte über seine schwindende Schaffenskraft verbreiteten sich bis nach Deutschland und einige glaubten,

« […] que les beaux jours de Hendel sont passéz, sa tète est épuissée et son gout hors de mode. »

„[…] dass Händels große Zeit vorüber sei, seine schöpferische Kraft dahin und sein Geschmack nicht mehr zeitgemäß.“

Doch Händel erholte sich während einer sechswöchigen Kur in Aachen und hatte nicht vor aufzugeben. Weder finanzielle noch gesundheitliche Katastrophen kamen gegen seine Liebe zur Oper, seiner eigentlichen Berufung, an, selbst angesichts eines veränderten Musikgeschmacks und eines desinteressierten Publikums. Er kehrte an Heideggers King’s Theatre zurück, wo er sich die Saison mit dem Komponisten Giovanni Battista Pescetti teilte, der wahrscheinlich diejenigen zufriedenstellen sollte, die die Leichtigkeit des neuen vorklassischen Stils den mittlerweile etwas altmodischen kontrapunktischeren Tugenden Händels vorzogen.
Doch alle Pläne und Projekte sahen sich jäh unterbrochen, als Königin Caroline am 20. November starb. Gerade erst drei Vorstellungen hatte die neue Spielzeit am Haymarket gesehen, als alle Theater für eine Staatstrauer von sechs Wochen ihre Pforten schließen mussten.
Für Händel bedeutete der Tod der Königin einen herben persönlichen Verlust: er hatte sie seit ihrem elften Lebensjahr gekannt, als sie noch Caroline von Ansbach war; und im Jahre 1711 in Hannover hatte er für sie, damals die Braut von Georg August, Duette geschrieben. In England hatte sie ihn nachhaltig unterstützt, indem sie für sich und ihre Töchter Opernsubskriptionen bezog, ihn als Musiklehrer anstellte und versuchte, zwischen ihrem Gatten und ihrem Sohn in seinem Interesse zu vermitteln. Händel unterbrach die Komposition der Oper Faramondo, um für die Begräbnisfeierlichkeiten das ausgedehnte berühmte Funeral Anthem The Ways of Zion do Mourn (HWV 264) zu schreiben. Die Beisetzung war am 17. Dezember und eine Woche nach den Begräbnisfeierlichkeiten, am Heiligen Abend, hatte Händel gerade erst Faramondo beendet, als er sofort mit einer neuen Oper begann, Serse. Die Spielzeit war inzwischen mit den ersten Vorstellungen des Faramondo fortgeführt worden.
Händels nächste Produktion war nun Ende Februar das Pasticcio Alessandro Severo, welches er in der zweiten Hälfte von 1737 in höchster finanzieller Not aus seinen eigenen Werken zusammenstellte. Doch ausgerechnet jetzt entstand ein neues Problem: Aurelio del Pò, der rohe, streitsüchtige Gemahl der Anna Maria Strada, die über viele Jahre Händels treue Primadonna war, hatte sich auf ihr Zureden und sonstiger Freunde Händels ein Jahr lang mit Wechseln und Versprechungen besänftigen lassen. Als er aber in diesem Winter keine Gelegenheit fand, seiner Frau eine Anstellung zu verschaffen, forderte er das geschuldete Geld und drohte Händel mit dem Schuldgefängnis. In dieser bedrängten Lage rieten Händels Freunde ihm, ein Benefizkonzert zu veranstalten. Solche Konzerte waren üblich und hatten schon des Öfteren für bestimmte Sänger stattgefunden (solche Einnahmen waren Vertragsbestandteil zwischen Opernakademie und dem jeweiligen Sänger), Händel selbst hatte jedoch noch nie für sich davon Gebrauch gemacht.
Doch zunächst brachte er am 25. Februar 1738 im Haymarket Theatre den Alessandro Severo heraus, getragen von der Hoffnung auf Erfolg und finanzielle Entlastung. Händel hatte schon viele Pasticci in London in seinen Spielbetrieb integriert, neben dem Oreste (1734), der nur seine eigene Musik enthielt, waren dies zehn Opern mit Musik insbesondere der populären und „modernen“ Komponisten, wie etwa Hasse, Vinci oder Leo. Wie auch die Wiederaufnahmen der eigenen Opern, erforderten sie weniger Arbeit als das Komponieren und Einstudieren neuer Werke und konnten gut als Lückenbüßer oder Saisonstart verwendet werden oder einspringen, wenn eine neue Oper ein Misserfolg war. Sie sind sehr vielseitig: Arien konnten leicht ausgetauscht werden, außerdem boten sie die Möglichkeit, verschiedene Stile zu importieren, denn das Publikum wollte ihre Lieblings-Arien immer wieder hören, wie gleichfalls die Londoner Musikverlage immer wieder Sammlungen von Arien aus verschiedenen Opern zum Verkauf anboten. Die hohe Akzeptanz der Pasticcio-Opern deutet auf ein etwas anderes, lockeres Verständnis der Oper im 18. Jahrhundert, das in einem gewissen Widerspruch steht zur modernen Forderung nach künstlerischer Kohärenz und Originalität im späten 19. und im 20. Jahrhundert. Doch sind die barocken Opernpasticci mit modernen Wunschkonzerten vergleichbar.
Die Besetzung der Premiere des Alessandro Severo ist im einzig erhaltenen Exemplar des gedruckten Librettoheftes dokumentiert. So wurde der im Faramondo erstmals am 3. Januar 1738 auftretende, aus Italien kommende und durch Nicola Porpora ausgebildete Kastrat Caffarelli eingesetzt.
Besetzung der Uraufführung
- Alessandro – Gaetano Majorano, genannt „Caffarelli“ (Soprankastrat)
- Sallustia – Élisabeth Duparc, genannt „La Francesina“ (Sopran)
- Giulia – Antonia Margherita Merighi (Alt)
- Albina – Maria Antonia Marchesini, genannt „La Lucchesina“ (Mezzosopran)
- Claudio – Margherita Chimenti, genannt „La Droghierina“ (Sopran)
- Marziano – Antonio Montagnana (Bass)

Händels berechtigte Hoffnungen wurden stark enttäuscht: Die Besucherzahl war schwach, die Einnahmen entsprechend gering. Ebenso wie bei seiner zur gleichen Zeit uraufgeführten Oper Faramondo kam es zwischen dem 25. Februar und 30. Mai nur zu sechs Aufführungen. Seltsam ist nur, dass das für sich selbst organisierte und von seinen Freunden und Sängern dringend gewünschte vokale und instrumentale Benefizkonzert am 28. März 1738 mit nahezu 1300 Besuchern so überlaufen war, dass man Sitz- bzw. Bankreihen auf der Bühne platzieren musste und Händel deshalb reichliche Einnahmen (1000 £) zur Schuldendeckung erhielt. Dies ist einer der Beweise, dass Händels Ansehen auch zu dieser Zeit keineswegs gelitten hatte.
In der Neuzeit wurde die Oper erst am 18. März 1997 im Britten Theatre in London wieder aufgeführt. Diese Vorstellung mit dem London Handel Orchestra unter der Leitung von Denys Darlow war damit die erste nach Händels eigenen Aufführungen.
Händels Alessandro Severo gehörte zu seinen letzten Aktivitäten auf dem Gebiet der italienischen Oper. Er sollte danach nur noch ein Dutzend Opernaufführungen leiten: Serse (fünf Aufführungen), Imeneo und ein weiteres italienisches Pasticcio, Giove in Argo, (mit je zwei Aufführungen) und schließlich am 10. Februar 1741 die letzte der drei Aufführungen von Deidamia. Danach wandte er sich vollständig dem englischen Oratorium zu, welches in den vergangenen Jahren die Oper sukzessive abgelöst hatte.

## Libretto
Als Textvorlage diente ihm das Libretto Alessandro Severo von Apostolo Zeno, das in der Vertonung von Antonio Lotti am 26. Dezember 1716 im Teatro di San Giovanni Grisostomo in Venedig mit Faustina Bordoni in einer ihrer ersten Rollen (als Sallustia) uraufgeführt worden war. Händel machte sich mit Alessandro Severo noch weniger Mühe als mit den zeitgleich entstandenen Opern Faramondo und Serse, wo er sich schon viel von der Musik anderer Komponisten hat inspirieren lassen. Das kann man verstehen, wenn man bedenkt, dass Heidegger an Händel einen Festpreis pro Oper zahlte. Dadurch hatte Händel im Vergleich zu früher nicht mehr die gleiche Sorge für deren Erfolg auf der Bühne. Heideggers alleinige Verantwortung für die finanziellen Risiken legt nahe, dass er auch für die Wahl der Libretti verantwortlich war und er hatte schon immer eine viel größere Vorliebe für Apostolo Zeno als Händel selbst.
In der Bearbeitung des Vorlagetextes musste dieser teilweise verändert werden, um ihn Händels vorhandener Musik anzupassen. In 14 anderen Fällen wurden Händels Arientexte unangetastet gelassen und die schlüssige inhaltliche Verbindung durch Abänderungen der Worte in den Zenoschen Rezitativen erreicht. Daher ist es praktisch unmöglich festzustellen, welche der vielen Versionen von Zenos Text verwendet wurde. Händels Textbearbeiter, der eine Menge Arbeit in diesem Fall hatte, – möglicherweise war es ein neuer Librettist: Angelo Cori – integrierte einen Text, der in einer Aufführung des Alessandro Severo, vertont von Giuseppe Maria Orlandini für die Karnevalssaison in Mailand 1723: Chi sa dirti, o core amante (Nr. 5) in dessen Partitur enthalten ist. Diese „aria aggiunta“ war aber nicht im Mailänder Librettoheft abgedruckt. Daraus kann man schlussfolgern, dass Orlandinis Partitur die direkte Textvorlage für Händels Bearbeitung darstellen muss.
Spätere Vertonungen auf der Grundlage des Textes von Apostolo Zeno sind: das Erstlingswerk Giovanni Battista Pergolesis: La Salustia (1732, Neapel), Alessandro Severo von Giuseppe Bonno (1737, Wien), Andrea Bernasconi (1738, Venedig) und Antonio Sacchini (1762, Venedig).

## Handlung

### Historischer und literarischer Hintergrund
Die Hauptquelle für Zeno ist der Bericht des zeitgenössischen Geschichtsschreibers Herodian. Im Juni 221 wurde der noch nicht dreizehnjährige Severus Alexander von seinem nur vier Jahre älteren Vetter, Kaiser Elagabal, zum Caesar erhoben und damit zum Nachfolger bestimmt. Im folgenden Jahr konnte er nach Elagabals Ermordung problemlos die Herrschaft antreten. Zeit seines Lebens stand er unter dem dominierenden Einfluss seiner Mutter Julia Mamaea. Sie war die eigentliche Herrscherin und arrangierte auch seine Ehe. Mamaea suchte für Alexander die Patrizierin Sallustia Orbiana als Ehefrau aus. (Herodian nennt allerdings die Namen von Severus Alexanders Frau und Schwiegervater nicht.) Orbiana stammte aus einer vornehmen senatorischen, aber politisch unbedeutenden Familie. Die im Jahr 225 geschlossene Ehe blieb kinderlos und hielt nicht lange, denn es kam zu einem Machtkampf zwischen der Mutter und dem Schwiegervater des Kaisers. Orbianas Vater Seius Sallustius versuchte erfolglos die Prätorianer gegen Mamaea aufzuwiegeln. Mamaea setzte sich durch, sie erzwang 227 die Scheidung der Ehe ihres Sohnes. Seius Sallustius wurde hingerichtet, Orbiana nach Afrika verbannt. Diesmal erwiesen sich die Prätorianer als loyal, doch wagte es Mamaea nach dieser Erfahrung nicht, ihren Sohn erneut zu verheiraten. Offenbar sah sie in jeder Verschwägerung des Kaiserhauses mit einer fremden Sippe eine Bedrohung ihrer Macht. Aus Angst vor diesem Risiko setzte sie aber den Fortbestand der Dynastie aufs Spiel. Eine Regelung der Nachfolge unterblieb bis zum Ende von Alexanders Regierungszeit. Nach einem verlustreichen Perserkrieg mit unentschiedenem Ausgang musste der Kaiser zur Abwehr eines Germaneneinfalls an den Rhein eilen. Dort wurde ihm seine Unbeliebtheit im Heer zum Verhängnis. Er fiel 235 mit seiner Mutter einer Soldatenmeuterei zum Opfer.
Herodians Schilderungen sind literarisch ausgeschmückt, seine Interpretation wird von der heutigen Forschung nicht geteilt. Er behauptet, der Kaiser habe seine Frau geliebt, auf der Seite seiner Frau und seines Schwiegervaters gestanden und die Auflösung seiner Ehe nicht gewünscht, doch habe er seiner Mutter nicht zu widersprechen gewagt. Der Konflikt sei auf Mamaeas frevelhaften Hochmut zurückzuführen. Sie habe sich gegenüber ihrer Schwiegertochter und deren Vater aus Eifersucht so anmaßend verhalten, dass der provozierte Schwiegervater des Kaisers dies schließlich nicht mehr ertragen und sich bei den Prätorianern beklagt habe. Darauf habe sie seine Hinrichtung angeordnet. Sie habe ihre Schwiegertochter aus dem Kaiserpalast gejagt und nach Afrika verbannt. Solches Hintergrundwissen ist Herodian aber kaum zuzutrauen; vermutlich gibt er Gerüchte wieder, die damals bei den Gegnern Mamaeas, zu denen er selbst zählte, kursierten.

### Erster Akt
Alessandro Severo ist mit 14 Jahren Kaiser geworden. Er hat auf Betreiben seiner Mutter Giulia Mammaea die aus vornehmem Hause stammende Römerin Sallustia, eine junge Frau mit einer umfassenden Bildung, geheiratet. Entgegen Giulias Erwartung, die gehofft hatte, ihren politischen Einfluss zu behalten, macht sich der Sohn mit Hilfe seiner Frau von der Mutter frei. Giulia ist dadurch maßlos eifersüchtig auf die Schwiegertochter. Zudem ist diese Ehe auch noch glücklich. Die Kaiserinmutter sucht nach einem Ausweg und kann ihren Sohn tatsächlich mit einer Intrige überrumpeln: Alessandro unterschreibt eines von vielen Staatspapieren und bemerkt nicht, dass unter diesen Schriftstücken auch eines ist, das seine geliebte Frau der Untreue und der Machtgier bezichtigt und als Konsequenz die Verbannung anordnet. Als ihm klar wird, was da geschehen ist, stellt er Sallustia zur Rede, die jedoch jeden Anklagepunkt zurückweist. Aus Staatsraison, nicht aus Überzeugung, schickt er Sallustia trotzdem ins Exil.

### Zweiter Akt
Sallustia lebt bereits einige Jahre im Exil und wird von den der Giulia ergebenen Wachen immer wieder drangsaliert. Sie beklagt sich jedoch nicht und überlegt immer wieder, ihre Situation zu ändern. Eines Tages beschließt sie, ihren Vater Marziano um Hilfe zu bitten. Der will eine Verschwörung gegen den Kaiser anzetteln, was Sallustia ablehnt, sieht sie doch dadurch ihre Lage sich verschlechtern. Sie bittet den Vater, seine Pläne fallen zu lassen. Auch des Kaisers Minister Claudio ist in die Verschwörung einbezogen, doch sein Anschlag geht durch das Eingreifen von Albina, seiner Geliebten, daneben. Albina gelingt es aber, die Verschwörer straffrei ausgehen zu lassen. Dadurch wendet sich Minister Claudio wieder seiner Albina zu.

### Dritter Akt
Unbeeindruckt von Claudios Scheitern plant Marziano eine weitere Rebellion, jedoch dieses Mal nicht gegen den Kaiser, sondern gegen die Kaiserinmutter. Giulia hat nach Ansicht der Rebellen einen äußerst schlechten Einfluss auf Alessandro und verdient daher den Tod. Als erste Maßnahme gelingt den Verschwörern die Befreiung Sallustias und mit ihr dringen sie in die Gemächer Giulias im Palast ein. Die sieht ihren Tod schon vor Augen, doch Sallustia kann den Mord verhindern, indem sie sich vor ihre Schwiegermutter stellt. Flehentlich bittet die um ihre Ehe mit Alessandro verzweifelte Sallustia den Vater und die Verschwörer um Gnade für Giulia – und die Rebellen eilen tatsächlich davon. Überwältigt von diesem Großmut versöhnen sich Sallustia und Giulia, die ihrem Sohn gegenüber auch zugibt, eine Intrige gesponnen zu haben.
Das Ende der Oper ist ein typisch barockes lieto fine, also ein Reue- und Versöhnungstableau: der Kaiser ist nicht nur völlig überrascht über die Wendung, sondern auch mehr als erfreut, seine Sallustia wieder zu haben. Er verzeiht allen und begnadigt Marziano und Claudio, was den Weg zur Hochzeit von Claudio und Albina frei macht.

## Musik
Die Hauptquelle für Händels Alessandro Severo ist seine Direktionspartitur, heute in der British Library (Add. MS 31569). Weiterhin überlebte ein einziges Exemplar des gedruckten Librettos in der „Schœlcher Collection“ der Bibliothèque nationale de France in Paris.
Händel griff bevorzugt auf Musik aus der Zeit der zweiten Opernakademie zurück, also auf relativ aktuelle Musik, besonders auf die drei neuen Opern der vorhergehenden Saison, Arminio, Giustino und Berenice. Allein sieben Arien entnahm er der Oper Giustino. Die anderen Gesänge entstammen Radamisto (1720), Riccardo Primo (1727), Siroe (1728), Ezio (1732), Orlando (1733), Arianna in Creta (1734) und Atalanta (1736).
Viele der Arien wurden umtextiert, um sie auf diese Weise mit dem neuen dramatischen Kontext von Zenos Libretto in Einklang zu bringen oder sie wurden so ausgesucht, dass Text und Musik in die Handlung passten. Lediglich Kürzungen oder Transpositionen aufgrund der Ensemblezusammensetzung sind dabei nachweisbar – die Struktur der Musik blieb im Wesentlichen unangetastet. Die Ouvertüre, die von John Walsh in die „Seventh Collection“ der Ouvertüren-Sammlungen aufgenommen wurde, und die Rezitative wurden neu komponiert. In einem Accompagnato Giulias, Un incognito affanno  (Nr. 25), drückt Händel ihre Angst vor drohendem Unheil mit einem Tremolo der Streicher aus. Dies deutet er durch eine gewellte Linie über den Noten an und das ist das einzige Mal, dass er diese Schreibweise in einem Rezitativ verwendet.
John Walsh gab ebenfalls eine kleine Arien-Sammlung aus Alessandro Severo heraus. Aber von der in der The Daily Post, and General Advertiser vom 8. und 11. März 1738 angezeigten Ausgabe The Favourite Song: in the Opera call‘d Alexander Severo, in Score. By Mr. Handel bzw. The Favourite Songs in the Opera call’d Alexander Severo. Taken from the Operas of Justin, Arminio, Atalanta, &c. ist kein Exemplar mehr nachweisbar.

## Struktur der Oper

### Erster Akt
- Ouvertüre / Menuet
- Coro: Viva Augusto
- Aria Marziano: Lascio Gian e sieguo Marte
- Duetto Sallustia/Alessandro: Non ho più affanni
- Aria Giulia: Lo sdegno del mio cor
- Aria Albina: Chi sa dirti, o core amante
- Aria Albina: Zeffiretto che scorre nel prato
- Aria Alessandro: Che posso dir, o cara
- Aria Sallustia: Un sol tuo sguardo
- Aria Claudio: Lascia ch’io parta lieto
- Aria Albina: Niente spero, tutto credo
- Aria Giulia: Sì farò ch’il figlio avrà
- Aria Sallustia: Ch’io mai vi possa

### Zweiter Akt
- Sinfonia
- Aria Sallustia: S’è tuo piacer ch’io vada
- Aria Alessandro: Se si vanta il cieco Dio
- Aria Claudio: Vedi l’ape ch’ingegnosa
- Aria Albina: Vanne pur, infido
- Aria Giulia: Se l’arcano scoprire
- Aria Marziano: Nasce al bosco in rozza cuna
- Aria Alessandro: Salda quercia in erta balza

### Dritter Akt
- Sinfonia
- Aria Alessandro: Sull’altar di questo nume
- Aria Albina: Sventurata navicella
- Aria Claudio: Quell’oggetto schernito
- Accompagnato Giulia: Un incognito affano
- Aria Marziano: Impara, ingrata ad esser men crudele
- Duetto Sallustia/Giulia: Dirò che amore come il cor
- Aria Sallustia: O care parolette, o dolci sguardi
- Sinfonia
- Aria Alessandro: Con I’ali di costanza
- Coro / Sallustia solo: Dolcissimo amore ogn’alma

## Orchester
Zwei Traversflöten, zwei Oboen, Fagott, zwei Hörner, Streicher, Basso continuo (Violoncello, Laute, zwei Cembali).

## Diskografie
- Dabringhaus & Grimm MDG 6091674-2 (2011): Mary Ellen Nesi (Alessandro), Marita Solberg (Sallustia), Kristina Hammarström (Giulia), Irini Karaianni (Albina), Gemma Bertagnolli (Claudio), Petrols Magoulas (Marziano)

Armonia Atenea; Dir. George Petrou (158 min)